# Pseudogriphoneura willistoni
Pseudogriphoneura willistoni är en tvåvingeart som beskrevs av Charles Howard Curran 1942. Pseudogriphoneura willistoni ingår i släktet Pseudogriphoneura och familjen lövflugor. Inga underarter finns listade i Catalogue of Life.